# Cisco Systems

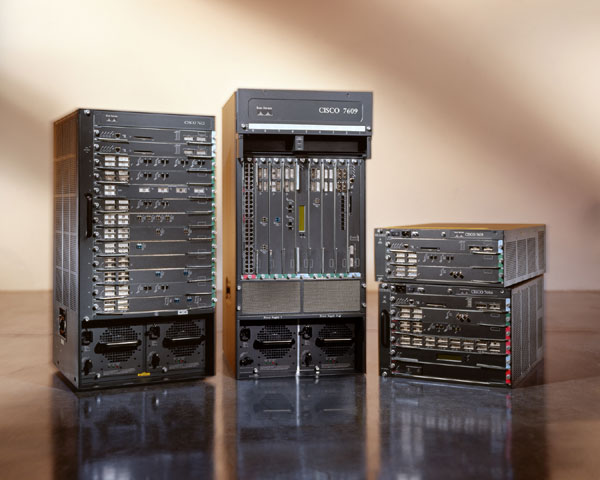
Cisco 7600 router

Cisco Systems, Inc. is een bedrijf opgericht in 1984 dat oorspronkelijk gespecialiseerd was in routers. Tegenwoordig produceert en verkoopt Cisco een grote variëteit aan netwerkapparatuur voor grote bedrijven en telecombedrijven.

## Producten
Aangeboden worden onder meer:
- Ethernetswitches
- Routers
- Communicatieproducten, zoals IP telefonie, VoIP-gateways, IP-telefoons, webconferentie, videovergaderen, software voor samenwerken
- IT Beveiliging zoals firewalls, VPN-concentrators, Intrusion Prevention Systems, Antispam-gateways, Endpoint security, Anti-ransomware software, Netwerksegmentering
- Datacenter-producten zoals servers, Storage Area Network (SAN)-switches, en DC automatiseringssoftware
- Draadloze netwerkproducten
- Software defined netwerken

Het bedrijf noemt zich Worldwide Leader in Networking for the Internet ("wereldleider in internet-netwerken").
Zo ontwikkelt bijvoorbeeld de Cisco vestiging te Kortrijk (België) apparatuur voor de transmissie van digitale televisiebeelden.

## Geschiedenis
Het echtpaar Leonard Bosack en Sandy Lerner werkte als computerassistenten aan de Stanford University, en richtte in 1984 Cisco Systems op. Bosack paste routersoftware aan, waar een collega van hem enige jaren eerder aan begonnen was.
Alhoewel Cisco niet het eerste bedrijf was dat een router ontwikkelde en verkocht, was het wel het eerste bedrijf dat succesvol een multi protocol router ontwikkelde, waarmee eerder incompatibele computers met elkaar konden communiceren. Met de opkomst van het IP-protocol werd het belang van deze routers minder.
In 1990 ging het bedrijf naar de beurs: het kreeg een notering aan de Nasdaq-aandelenbeurs. Bosack en Lerner verlieten het bedrijf met $ 170.000.000; hun huwelijk strandde.
Door acquisities, eigen onderzoek en ontwikkeling, en samenwerkingsverbanden breidde Cisco zijn portefeuille uit. In 2003 nam Cisco Linksys over, een populaire fabrikant van netwerkapparatuur waarmee men zich ook positioneerde als een leidend merk voor de SOHO-markt.

## Oorsprong van de naam
De naam "Cisco" is een verkorting of aphaeresis van San Francisco. Volgens John Morgridge, medewerker en voormalig leider van Cisco, hebben de oprichters de naam en het logo bedacht toen ze naar Sacramento reden om het bedrijf te registreren. De naam van het bedrijf werd van origine geschreven met een kleine c vanwege de afkomst: "cisco Systems". Tegenwoordig heet het bedrijf officieel "Cisco Systems, Inc."
Sinds de introductie van de nieuwste versie van het bedrijfslogo wordt de bedrijfsnaam alleen gecommuniceerd als "Cisco" (zonder Systems). Het bedrijfslogo geeft de afkomst van het bedrijf aan: het is een gestileerde weergave van de Golden Gate Bridge in San Francisco.

## Certificering
Naast de fabricage van (netwerk)hardware verzorgt Cisco ook certificering. Enkele welbekende certificeringstrajecten van Cisco zijn CCENT (Cisco Certified Entry Networking Technician) CCNA/CCNP (Cisco Certified Networking Associate/Professional), CCDA/CCDP (Cisco Certified Design Associate/Professional) en CCIE (Cisco Certified Internetwork Expert). Dit zijn certificeringstrajecten die zich richten op netwerken (routers en switches) in het algemeen. Daarnaast bestaan er sinds enige tijd certificeringstrajecten voor specifieke technologieën, zoals voice en security ("beveiliging") (CCVP en CCSP; deze laatste is eind 2011 vervangen door 'CCNP Security'). 
Het Cisco Network Academy Program (CNAP) is een initiatief van Cisco om samen met overheden, onderwijsinstellingen en andere non-profitorganisaties studenten op te leiden in de ICT. In Nederland participeren tientallen roc´s en andere onderwijsinstellingen in het Cisco Network Academy Program.

## Cisco Campus Amsterdam

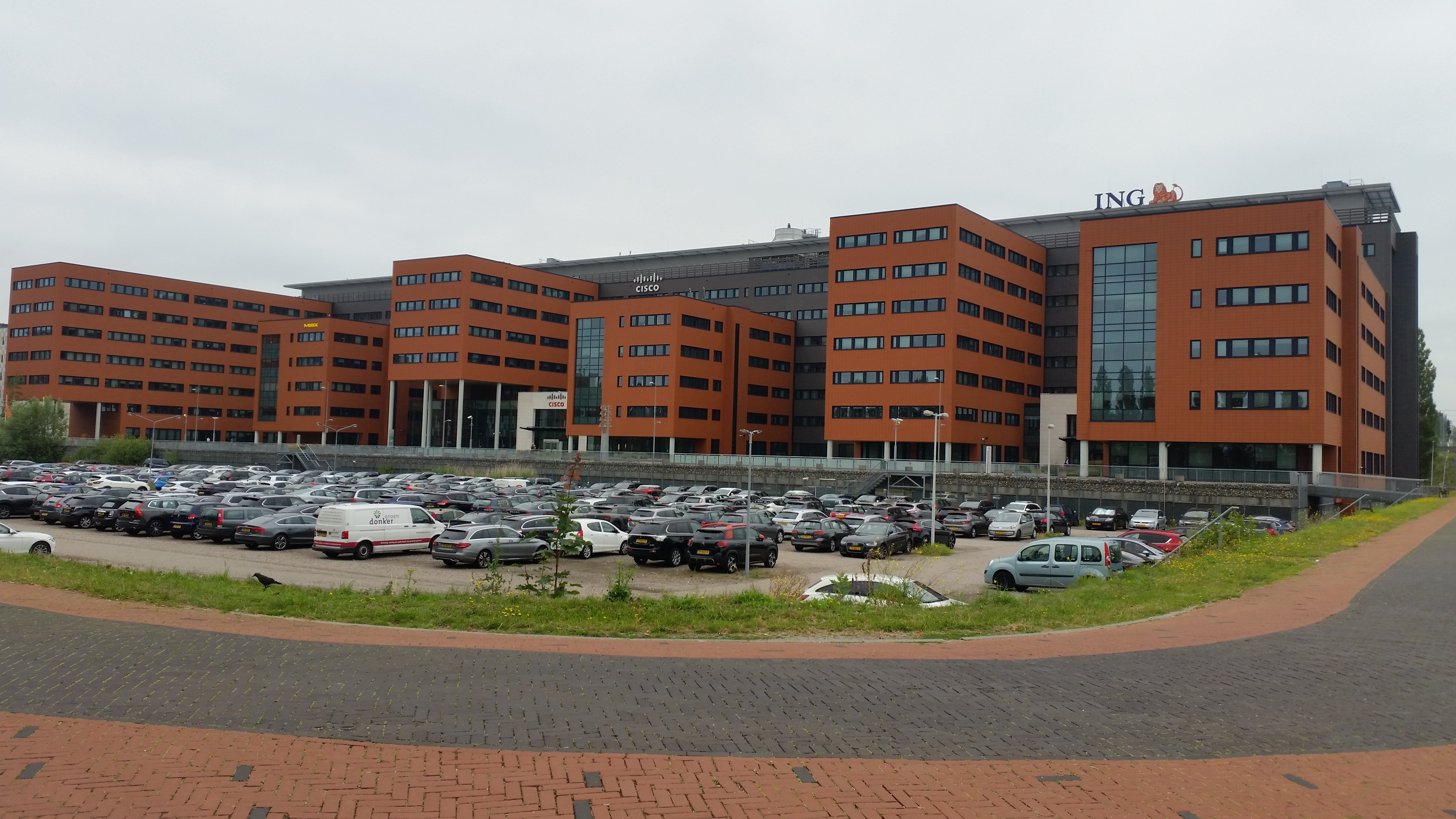
Cisco Amsterdam Zuidoost

Cisco liet in 2001/2002 een nieuw kantoorpand bouwen aan de Haarlerbergweg in Amsterdam-Zuidoost. Het was een reservelocatie, die Cisco hier zou betrekken, nadat een plek in Amsterdam Westpoort was vervallen; het bedrijf zou hier nog kunnen uitbreiden. Het ontwerp van het kantoorgebouw was in handen van HOK, dat later ook een kantoor voor Cisco zou bouwen in San Jose (Californië). Ze hadden vlak daarvoor de PTA (Passenger Terminal Amsterdam) ontworpen. In eerste instantie zag het er naar uit dat Cisco het gehele pand zou gebruiken, dit bleek later te ruim ingezet; er kwamen meerdere bedrijven, zoals ING Groep in het gebouw.  